# Ella in Hamburg
Ella in Hamburg (с англ. — «Элла в Гамбурге») — концертный альбом американской джазовой певицы Эллы Фицджеральд, записанный во время её выступления в Гамбурге, Германия, 26 марта 1965 года. Студийный номер пластинки — Verve V6-4069. Во время концерта певице аккомпанировало трио Томми Флэнагана. Ella in Hamburg стал последним концертным альбомом Фицджеральд, записанным на лейбле Verve Records.
В 2007 году Verve перевыпустили запись в формате CD под студийным номером Verve 06025 173 522-2.

## Список композиций
| №                   | Название                | Текст песни              | Музыка                     | Длительность |
| ------------------- | ----------------------- | ------------------------ | -------------------------- | ------------ |
| 1.                  | «Walk Right In»         | Хоузи Вудс               | Гас Кэннон                 | 3:43         |
| 2.                  | «That Old Black Magic»  | Джонни Мёрсер            | Гарольд Арлен              | 4:20         |
| 3.                  | «Body and Soul»         | Джонни Грин, Роберт Саур | Эдвард Хейман, Фрэнк Эйтон | 4:46         |
| 4.                  | «Here’s That Rainy Day» | Сонни Бёрк               | Джимми Ван Хейзен          | 3:41         |
| 5.                  | «And the Angels Sing»   | Джонни Мёрсер            | Зигги Элман                | 4:00         |
| 6.                  | «A Hard Day’s Night»    | Джон Леннон              | Пол Маккартни              | 3:21         |
| Общая длительность: | Общая длительность:     | Общая длительность:      | Общая длительность:        | 23:51        |

| №                   | Название                                                                                                   | Текст песни               | Музыка                       | Длительность |
| ------------------- | --- | ------------------------- | ---------------------------- | ------------ |
| 7.                  | «Do Nothin’ Till You Hear from Me/Mood Indigo/It Don’t Mean A Thing (If It Ain’t Got That Swing)» (Medley) | Ирвинг Миллс, Боб Расселл | Дюк Эллингтон, Барни Биггард | 6:38         |
| 8.                  | «The Boy from Ipanema»                                                                                     | Винисиус ди Морайс        | Антонио Карлос Жобин         | 3:04         |
| 9.                  | «Don’t Rain on My Parade»                                                                                  | Боб Меррилл               | Жюль Стайн                   | 3:19         |
| 10.                 | «Angel Eyes»                                                                                               | Эрл Брент                 | Мэтт Деннис                  | 3:39         |
| 11.                 | «Smooth Sailing»                                                                                           | Арнетт Кобб               | Арнетт Кобб                  | 4:07         |
| 12.                 | «Old MacDonald Had a Farm» (Народная песня)                                                                |                           |                              | 3:51         |
| Общая длительность: | Общая длительность:                                                                                        | Общая длительность:       | Общая длительность:          | 24:38        |

## Участники записи
- Элла Фицджеральд — вокал.

Трио Томми Флэнагана:
- Томми Флэнаган — фортепиано.
- Кетер Беттс — контрабас.
- Гас Джонсон — барабаны.